# باكارات (فلم)
باكارات فيلم درامي ألماني صامت صدر عام 1919م من إخراج جوزيف إيوالد وبوب هولست وبطولة لودفيج هارتاو ورينهولد شونزل .  كان العرض الأوّل في مارمورهاوس في برلين.

## الممثلون
- إرنست جوزيف أوفريخت  ( de) بدور مالر هاينز بيرجمان
- بلاندين إبينجر
- كورت ايرل
- ماكس جولستورف
- لودفيج هارتو مثل جروسكوفمان هانسن
- مارجا كولر  ( de)
- ستيلا ماي بدور لولو
- إيدا أورلوف
- فريدا ريتشارد
- فريتز ريتشارد
- فرديناند روبرت
- إدغار ساندروك
- رينهولد شونزل
- هانز هاينريش فون تواردوفسكي
- مولي ويسلي مثل هانسي

## فهرس
- Bock، Hans-Michael؛ Bergfelder، Tim، المحررون (2009). The Concise Cinegraph: Encyclopaedia of German Cinema. New York: Berghahn Books. ISBN:978-1-57181-655-9.

## روابط خارجية
- باكارات  في قاعدة بيانات الأفلام على الإنترنت (بالإنجليزية)